# Henrietta, Tasmanien
Henrietta är en ort i Australien. Den ligger i kommunen Waratah/Wynyard och delstaten Tasmanien, i den sydöstra delen av landet, omkring 230 kilometer nordväst om delstatshuvudstaden Hobart. Antalet invånare är 168.
Runt Henrietta är det mycket glesbefolkat, med 3 invånare per kvadratkilometer.. Närmaste större samhälle är Elliott, omkring 13 kilometer nordost om Henrietta. 
I omgivningarna runt Henrietta växer i huvudsak städsegrön lövskog. Genomsnittlig årsnederbörd är 2 259 millimeter. Den regnigaste månaden är augusti, med i genomsnitt 312 mm nederbörd, och den torraste är januari, med 91 mm nederbörd.